# ズアカヤドクガエル
ズアカヤドクガエル（Ranitomeya fantastica）は、両生綱無尾目ヤドクガエル科に分類されるカエル。

## 分布
ペルー（サン・マルティン県東部、ロレート県西部）のアマゾン川上流域

## 特徴
体長1.6センチメートル。

### 生態
標高180-1,200メートルにある熱帯雨林に生息する。高木に生えたパイナップル科などの着生植物の周辺で見られることが多い。オスは着生植物の周辺で鳴き声をあげて、メスを誘う。
幼生は動物食で、飼育下ではイトミミズ、ユスリカの幼虫を食べた例がある。
繁殖形態は卵生。葉の上に3-4個の卵を産む。卵は14日で孵化する。オスは幼生を背に乗せて、葉腋などへ運ぶ。幼生は3か月で変態する。

## 分類
ベネディクタヤドクガエルRanitomeya benedicta、サマージヤドクガエルRanitomeya summersiと種群を構成する。